# ارگوسویل (داکوتای شمالی)
ارگوسویل(به انگلیسی: Argusville) شهری در ایالت داکوتای شمالی کشور ایالات متحده آمریکا است که جمعیت آن در سرشماری سال ۲۰۱۰ میلادی، ۴۷۵ نفر بوده‌است.